# Praça da Independência (Jacarta)
A praça da Independência (em indonésio:  Medan Merdeka, literalmente "praça da Independência") é uma enorme praça situada no centro de Jacarta, capital da Indonésia. Tem 1 km2 de área (o que a torna numa das maiores praças do mundo), incluindo os campos dos arredores dentro da praça da Independência. No seu centro está o monumento nacional, chamado Monas (Monumen Nasional). A praça é pavimentada e sede de eventos nacionais como desfiles militares e manifestações cívicas. A praça é um destino popular para os habitantes de Jacarta, para desporto e lazer, especialmente aos fins de semana.
Na praça fica o Palácio da Independência, a residência oficial do presidente da Indonésia, e também a Mesquita Istiqlal, uma das mais importantes do país.